# Miguel Ángel Rugilo
Miguel Ángel Rugilo (Buenos Aires, 19 januari 1919 - aldaar, 16 september 1993) was een Argentijnse voetballer. 
Rugilo begon zijn carrière bij Vélez Sarsfield. In 1940 degradeerde hij met zijn team uit de hoogste klasse en pas na drie seizoenen kon de club terugkeren. Na één seizoen in de hoogste klasse werd Rugilo verkocht aan het Mexicaanse León. Na één seizoen keerde hij echter terug naar Vélez Sarsfield. 
Hoewel Rugilo slechts vier wedstrijden voor het nationale elftal speelde is hij ook bekend voor zijn prestatie als international. Op 9 mei 1951 speelde Argentinië in en tegen Engeland op Wembley. Ondanks een 2-1 nederlaag werd zijn prestatie toch geloofd door de media die hem de bijnaam El León de Wembley (de leeuw van Wembley) gaven. Hij werd zo genoemd tot aan zijn dood in 1993.